# Pippuhana gandu
Espèce
Pippuhana gandu est une espèce d'araignées aranéomorphes de la famille des Anyphaenidae.

## Distribution
Cette espèce est endémique du Brésil. Elle se rencontre dans les États de Bahia et d'Espírito Santo.

## Description
Le mâle holotype mesure 4,70 mm et la femelle paratype 5,50 mm, les mâles mesurent de 4,00 à 5,00 mm et les femelles de 4,20 à 5,60 mm.

## Étymologie
Son nom d'espèce lui a été donné en référence au lieu de sa découverte, Gandu.

## Publication originale
- Brescovit, 1997 : Revisão de Anyphaeninae Bertkau a nivel de gêneros na região Neotropical (Araneae, Anyphaenidae). Revista Brasileira de Zoologia, vol. 13, suppl. 1, p. 1-187 (texte intégral).